# Трансформаційний аналіз
Трансформаційний аналіз, або трансформаційний метод — експериментальний прийом визначення синтаксичних і семантичних подібностей і відмінностей між мовними об’єктами через подібності й відмінності в наборах їх трансформацій.

## Історія і загальна характеристика
Методику трансформаційного аналізу опрацювали і ввели в наукову практику на початку 50-х років XX ст. 3елліг Харріс і Ноам Чомскі. Суть цієї методики полягає в тому, що в основі класифікації мовних структур лежить їх еквівалентність іншим за будовою структурам, тобто можливість однієї структури перетворюватися на іншу (наприклад, активна конструкція може трансформуватися в пасивну).
Трансформаційний аналіз ґрунтується на уявленні, що в основі будь-якої складної синтаксичної структури лежить проста, через що за допомогою невеликого набору правил перетворень можна з простих структур вивести складні.

## Практичне застосування
Трансформаційний аналіз використовують у лінгвістичних дослідженнях синтаксису, морфології, словотвору, лексичної семантики. Останнім часом із розширенням трактування трансформацій за рахунок зняття з визначення трансформації умови незмінності лексичного складу речення й умови незмінності синтаксичних відношень між словами сфера застосування трансформаційного аналізу значно розширилася.
Наприклад, за допомогою трансформаційного аналізу можна легко розмежувати назви істот і неістот. Пор.: Іван іде з другом → Друг іде з Іваном і Іван іде з палкою → Палка іде з Іваном; Іван убитий ворогом → Ворог убив Івана і Іван убитий ножем → Ніж убив Івана (тут правильною є трансформація убив Івана ножем); Стіл накритий офіціантом → Офіціант накрив стіл, Стіл накритий скатертиною → Скатертина накрила стіл (правильно: Накрив стіл скатертиною).